# خورای، خاچماز
خورای (به ترکی آذربایجانی: Xuray) یک منطقه مسکونی در جمهوری آذربایجان است که در شهرستان خاچماز واقع شده‌است.